# 海老名市立中新田小学校
海老名市立中新田小学校（えびなしりつ なかしんでんしょうがっこう）は、神奈川県海老名市中新田一丁目にある市立小学校。卒業生は受験などをしない限り海老名市立海西中学校に進学する。

## 沿革
出典
- 1972年4月10日 - 海老名市立有鹿小学校より分離し、開校
- 1972年9月1日 - 校章制定
- 1973年2月3日 - 新校舎落成、その後当校の開校記念日となる
- 1973年7月2日 - 校旗制定
- 1975年12月24日 - 第2期校舎竣工
- 1977年10月6日 - 屋内運動場竣工
- 1980年5月17日 - 校地拡張、校舎増築工事着工
- 1981年2月28日 - 増築校舎竣工
- 1994年8月31日 - PC教室完成
- 1995年6月1日 - PC教室利用開始
- 1997年6月1日 - PC台数19台より40台へ
- 1999年12月6日 - 校舎耐震工事完了
- 2000年9月1日 - 学童保育設置
- 2011年8月 - 校庭芝生化
- 2012年3月 - プール解体工事完了

## 教育方針
出典
未来を拓く、心豊かな、たくましい中小の子

## 学区
出典
- 海老名市
  - 大谷586-3・7・8号・587～817
  - 勝瀬198・199・236〜249
  - 河原口1丁目26番
  - 河原口1304～1310・1313～1333・1361～1363
  - さつき町
  - 中新田376〜540
  - 中新田1丁目〜5丁目

## 進学中学校
出典
- 海老名市
  - 海老名市立海西中学校

## 生徒数
| 年度     | 生徒数 |
| -------- | ------ |
| 昭和47年 | 293名  |
| 昭和48年 | 544名  |
| 昭和49年 | 636名  |
| 昭和50年 | 698名  |
| 昭和51年 | 810名  |
| 昭和52年 | 843名  |
| 昭和53年 | 943名  |
| 昭和54年 | 1034名 |
| 昭和55年 | 1088名 |
| 昭和56年 | 1199名 |
| 昭和57年 | 1227名 |
| 昭和58年 | 1174名 |
| 昭和59年 | 1120名 |
| 昭和60年 | 1126名 |
| 昭和61年 | 1069名 |
| 昭和62年 | 1058名 |
| 昭和63年 | 977名  |
| 平成元年 | 939名  |
| 平成2年  | 885名  |
| 平成3年  | 806名  |
| 平成4年  | 775名  |
| 平成5年  | 726名  |
| 平成6年  | 697名  |
| 平成7年  | 632名  |
| 平成8年  | 583名  |
| 平成9年  | 550名  |
| 平成10年 | 514名  |
| 平成11年 | 513名  |
| 平成12年 | 483名  |
| 平成13年 | 474名  |
| 平成14年 | 494名  |
| 平成15年 | 518名  |
| 平成16年 | 531名  |
| 平成17年 | 538名  |
| 平成18年 | 552名  |
| 平成19年 | 551名  |
| 平成20年 | 555名  |
| 平成21年 | 540名  |
| 平成22年 | 543名  |
| 平成23年 | 547名  |
| 平成24年 | 535名  |

## 金環日食観察会
- 2012年5月21日の金環日食の際、当小学校の南200mを日食の中心線が通ることから、日本スペースガード協会が当日の朝、児童とその保護者を対象に観察会を開催した[4]。その様子は、Ustreamやフジテレビ「知りたがり!」などで紹介された。

## 交通
出典
- JR相模線、小田急電鉄厚木駅より徒歩15分
- 神奈中バス長16系統「中新田小学校前」停留所より徒歩2分

## 周辺施設
- 厚木駅
- 海老名運動公園
- 東名高速道路海老名ジャンクション